# Mulualem Regassa
 (août 2013).
Mulualem Regassa est un joueur de football éthiopien, né le 4 juin 1984 et évoluant à Saint-George SA.
Il évolue habituellement comme milieu de terrain.

## Carrière
Mulualem Regassa joue successivement dans les équipes suivantes : Saint George SC et Équipe d'Éthiopie de football.